# Waidhaus (budynek)
Waidhaus, znany również jako Renthaus, jest najstarszym świeckim budynkiem w mieście Görlitz. Podczas swojej długiej historii, służył różnym celom i został poddany licznym modyfikacjom. Obecnie wykorzystywana nazwa budynku pochodzi z czasów, kiedy dom był wykorzystywany jako skład sukna, oraz miejsce pracy sukienników i farbiarzy.

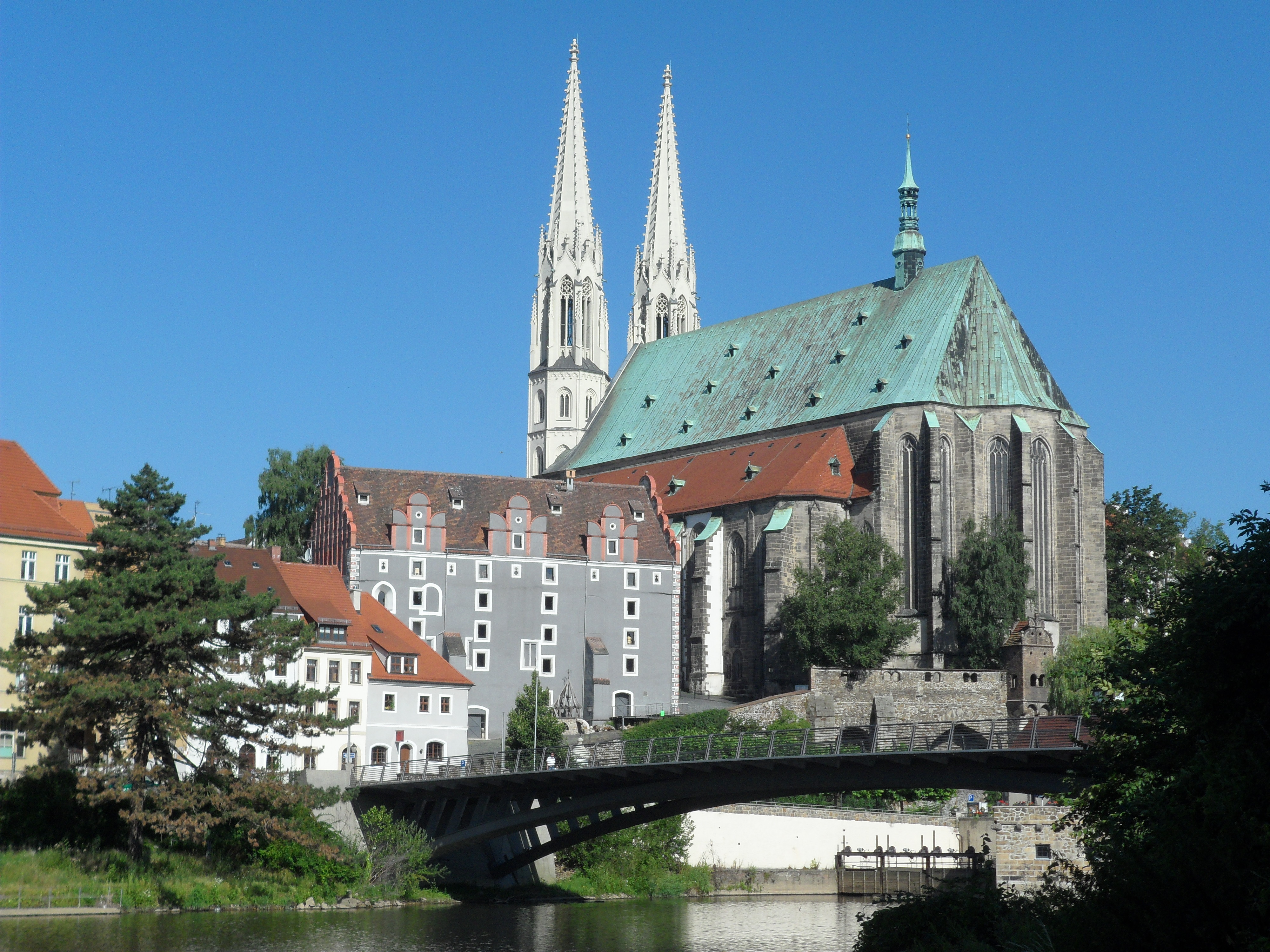
Widok od wschodu na Waidhaus i kościół Świętego Piotra i Pawła

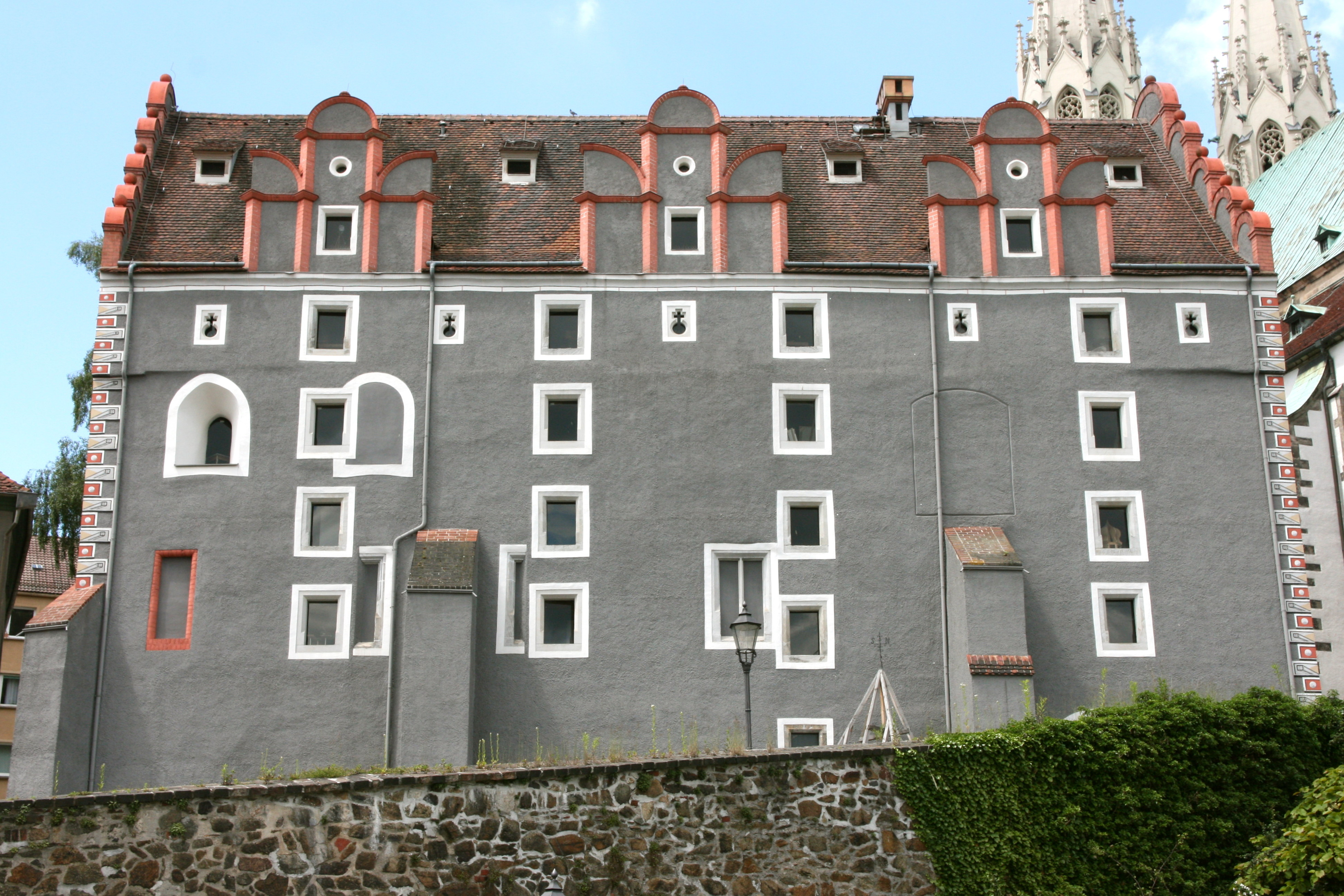
Fasada od strony Nysy Łużyckiej z trzema przyporami